# Exocora
Exocora là một chi nhện trong họ Linyphiidae.

## Các loài
Các loài trong chi này gồm:
- Exocora pallida Millidge, 1991
- Exocora proba Millidge, 1991